# Norsk riksmålsordbok
Norsk Riksmålsordbok er et omfattende ordbogsværk over det norske riksmål, og det eneste komplette litterære ordboksværk på norsk. Værket blev først udgivet af Riksmålsvernet mellem 1937 og 1957 i fire bind, og var hovedsageligt baseret på frivilligt arbejde fra mange af landets ledende sprogforskere. Anden udgave udkom i 1983 og var et genoptryk af førsteudgaven. Det Norske Akademi for Sprog og Litteratur overtog ansvaret for værket i 1981 og udgav sammen med Kunnskapsforlaget to supplementsbind i 1995.
Norsk Riksmålsordbok er en referenceordbog som søger at dokumentere alt norsk sprog (tale/dialekter og skrift) som ikke er specifikt nynorsk. Mange af opslagsordene er forsynet med citater fra norsk presse og norsk litteratur for at dokumentere og eksemplificere brugen af ordet. Disse citater gør, at ordbogen er meget anvendelig som citatordbog.

## Jubilæumsudgaven i 2014 – Det Norske Akademis store ordbok (NAOB)
I 2002 blev Norsk Riksmålsordbok, sammen med nynorskværket Norsk Ordbok, udpeget af Stortinget som nationalt ordbogsprojekt, og der blev bevilliget penge til at en ny gennemarbejdet udgave skal udkomme ifm. jubilæet i 2014. Den nye udgave vil få titlen Det Norske Akademis store ordbok – Norsk Riksmålsordbok (NAOB).
Årsagen til navneskiftet er dels, at ordbogen nu ejes af Det Norske Akademi for Sprog og Litteratur og dels at man vil understrege at ordbogen gælder alt norsk sprog, som ikke er nynorsk. Hovedredaktør for næste udgave er Tor Guttu, og udgiver er Det Norske Akademi for Sprog og Litteratur i samarbejde med Kunnskapsforlaget.

## Elektronisk udgave
Alle ordbogens seks bind er ved hjælp af optisk læsning konverteret til XML-kodet tekst og gjort tilgængelig mod betaling på Kunnskapsforlagets ordbogtjeneste Ordnett. Universiteter og mange andre offentlige institutioner abonnerer på denne tjeneste.

## Ekstern henvisning
- Ordnett Arkiveret 29. april 2011 hos  Wayback Machine – Betalingsnetsted med flere ordbøger, deriblandt Norsk Riksmålsordbok.